# Sauvigny-le-Bois
Sauvigny-le-Bois ist eine französische Gemeinde mit 739 Einwohnern (Stand 1. Januar 2022) im Département Yonne in der Region Bourgogne-Franche-Comté. Sie gehört zum Arrondissement Avallon und ist Mitglied im Gemeindeverband Avallon-Vézelay-Morvan. Die Bewohner werden Salviniens und Salviniennes genannt.
Die Gemeinde erhielt 2023 die Auszeichnung „Zwei Blumen“, die vom Conseil national des villes et villages fleuris (CNVVF) im Rahmen des jährlichen Wettbewerbs der blumengeschmückten Städte und Dörfer verliehen wird.

## Geografie
Sauvigny-le-Bois liegt etwa 42 Kilometer südöstlich von Auxerre und etwa vier Kilometer nordöstlich von Avallon an der Route départementale D86. Die Weiler Montjalin, Les Batées, Faix, Pont de Cerce, La Tuilerie, Etaules le Haut und Bierry gehören zur Gemeinde.
Umgeben wird Sauvigny-le-Bois von den sechs Nachbargemeinden:
|         | Provency                                    | Athie                |
| Étaule  | Kompassrose, die auf Nachbargemeinden zeigt | Guillon-Terre-Plaine |
| Avallon |                                             | Magny                |

## Geschichte
In gallo-römischer Zeit (52 v. Chr. bis 486 n. Chr.) hieß der Ort Salvigniacum, unter dem gleichen Namen wurde er 1217 urkundlich erwähnt. Daher nennen sich die Einwohner heute noch Salviniens. Die Ortschaft gehörte der Familie der Anséric de Montréal. Anséric VI. gründete 1210 die Priorei Saint-Jean-des-Bonhommes in Sauvigny-le-Bois. Ab dem 17. Jahrhundert ging der Ort in den Besitz der Familie Les Bertier über. Louis Bénigne François Berthier de Sauvigny (1737–1789) war Intendant (Verwalter) von Paris und eines der ersten Opfer der Französischen Revolution (1789–1799).

## Bevölkerungsentwicklung
| Sauvigny-le-Bois: Einwohnerzahlen von 1793 bis 2016                                                                        | Sauvigny-le-Bois: Einwohnerzahlen von 1793 bis 2016 | Sauvigny-le-Bois: Einwohnerzahlen von 1793 bis 2016 | Sauvigny-le-Bois: Einwohnerzahlen von 1793 bis 2016 | Sauvigny-le-Bois: Einwohnerzahlen von 1793 bis 2016 |
| --- | --------------------------------------------------- | --------------------------------------------------- | --------------------------------------------------- | --------------------------------------------------- |
| Jahr |                                                     |                                                     |                                                     | Einwohner                                           |
| 1793 | 1793                                                |                                                     | 627                                                 | 627                                                 |
| 1800 | 1800                                                |                                                     | 688                                                 | 688                                                 |
| 1806 | 1806                                                |                                                     | 706                                                 | 706                                                 |
| 1821 | 1821                                                |                                                     | 712                                                 | 712                                                 |
| 1831 | 1831                                                |                                                     | 751                                                 | 751                                                 |
| 1836 | 1836                                                |                                                     | 780                                                 | 780                                                 |
| 1841 | 1841                                                |                                                     | 776                                                 | 776                                                 |
| 1846 | 1846                                                |                                                     | 778                                                 | 778                                                 |
| 1851 | 1851                                                |                                                     | 751                                                 | 751                                                 |
| 1856 | 1856                                                |                                                     | 741                                                 | 741                                                 |
| 1861 | 1861                                                |                                                     | 734                                                 | 734                                                 |
| 1866 | 1866                                                |                                                     | 721                                                 | 721                                                 |
| 1872 | 1872                                                |                                                     | 703                                                 | 703                                                 |
| 1876 | 1876                                                |                                                     | 715                                                 | 715                                                 |
| 1881 | 1881                                                |                                                     | 683                                                 | 683                                                 |
| 1886 | 1886                                                |                                                     | 662                                                 | 662                                                 |
| 1891 | 1891                                                |                                                     | 628                                                 | 628                                                 |
| 1896 | 1896                                                |                                                     | 603                                                 | 603                                                 |
| 1901 | 1901                                                |                                                     | 560                                                 | 560                                                 |
| 1906 | 1906                                                |                                                     | 542                                                 | 542                                                 |
| 1911 | 1911                                                |                                                     | 518                                                 | 518                                                 |
| 1921 | 1921                                                |                                                     | 426                                                 | 426                                                 |
| 1926 | 1926                                                |                                                     | 383                                                 | 383                                                 |
| 1931 | 1931                                                |                                                     | 414                                                 | 414                                                 |
| 1936 | 1936                                                |                                                     | 401                                                 | 401                                                 |
| 1946 | 1946                                                |                                                     | 372                                                 | 372                                                 |
| 1954 | 1954                                                |                                                     | 377                                                 | 377                                                 |
| 1962 | 1962                                                |                                                     | 433                                                 | 433                                                 |
| 1968 | 1968                                                |                                                     | 423                                                 | 423                                                 |
| 1975 | 1975                                                |                                                     | 480                                                 | 480                                                 |
| 1982 | 1982                                                |                                                     | 553                                                 | 553                                                 |
| 1990 | 1990                                                |                                                     | 641                                                 | 641                                                 |
| 1999 | 1999                                                |                                                     | 686                                                 | 686                                                 |
| 2006 | 2006                                                |                                                     | 682                                                 | 682                                                 |
| 2011 | 2011                                                |                                                     | 780                                                 | 780                                                 |
| 2016 | 2016                                                |                                                     | 710                                                 | 710                                                 |
| Quelle(n): EHESS/Cassini bis 1999, INSEE ab 2006 Anmerkung(en): Ab 1962 offizielle Zahlen ohne Einwohner mit Zweitwohnsitz |                                                     |                                                     |                                                     |                                                     |

## Städtepartnerschaft
Seit dem 24. September 2005 besteht eine Städtepartnerschaft mit der italienischen Gemeinde Ortona dei Marsi.

## Kultur und Sehenswürdigkeiten
Das Schloss Montjalin stammt aus der zweiten Hälfte des 18. Jahrhunderts. Es ist seit 1988 in Teilen als Monument historique eingeschrieben. Es beherbergte bis 2010 ein Museum mit Autos berühmter Staatsoberhäupter. Mit dem Schloss Sauvigny-le-Bois besitzt der Ort ein zweites Schloss. Dieses wurde von der Familie Bertier ebenfalls im 18. Jahrhundert erbaut. Ein Pavillon ist älter und stammt aus dem 17. Jahrhundert. Dieses Schloss ist seit 1996 vollständig als Monument historique eingeschrieben.
In der ehemaligen Priorat Saint-Jean-des-Bonshommes aus dem 13. Jahrhundert befindet sich ein Skulpturenmuseum (musée lapidaire), in dem steinerne Sarkophage, Statuen, Grabplatten und diverse Objekte ausgestellt werden. Ein eisernes, faltbares Lesepult in der Abtei stammt aus dem 14. Jahrhundert. Es wurde 1919 als Monument historique klassifiziert, das ehemalige Priorat seit 1905.
Die Kirche Saint Vincent wurde 1833 teilweise neu gebaut.
Die Kapelle Saint-Edmé Sainte-Amélie et Saint-Charles ist eine 1858 erbaute Friedhofskapelle.

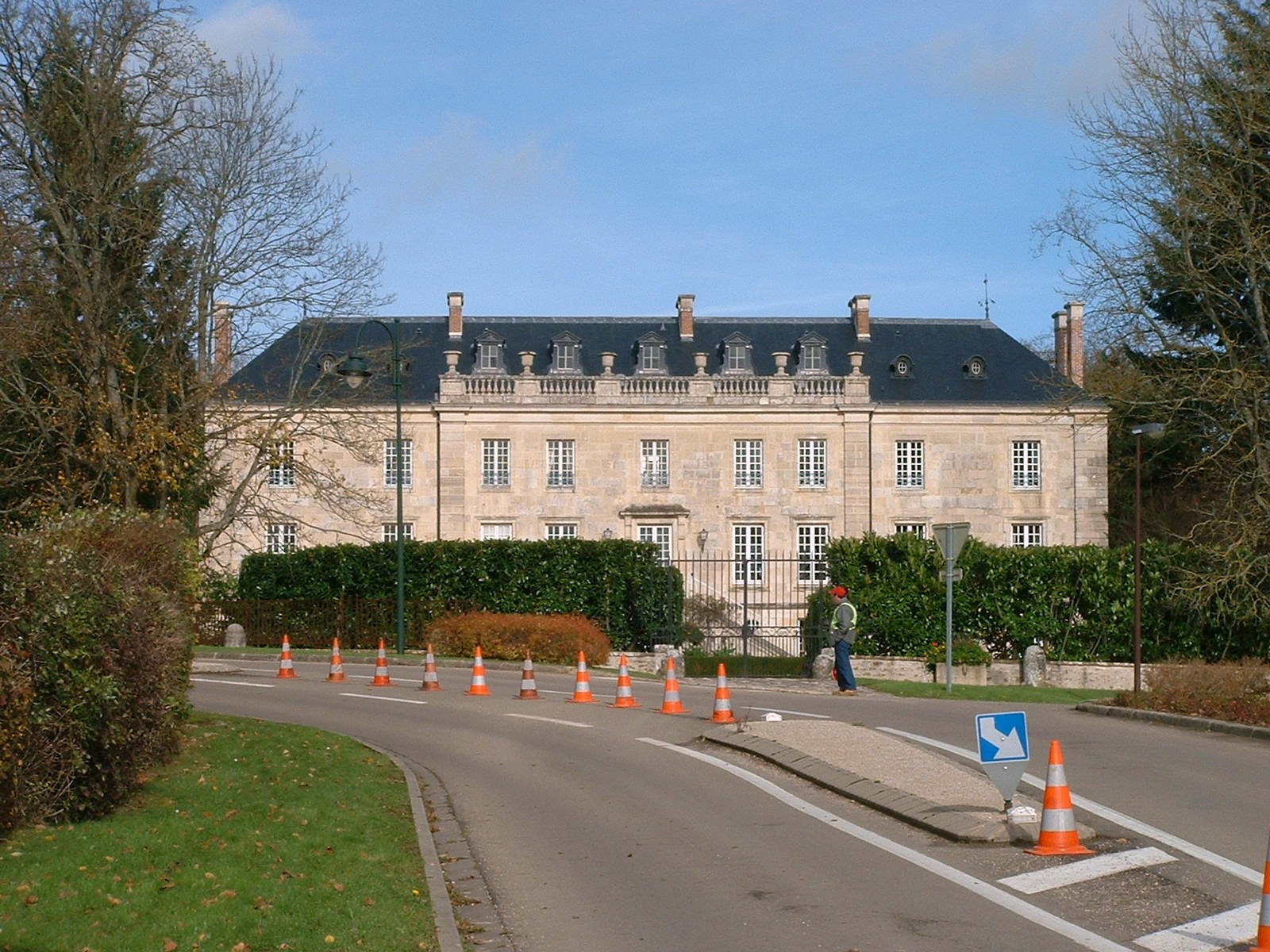
Schloss Sauvigny-le-Bois
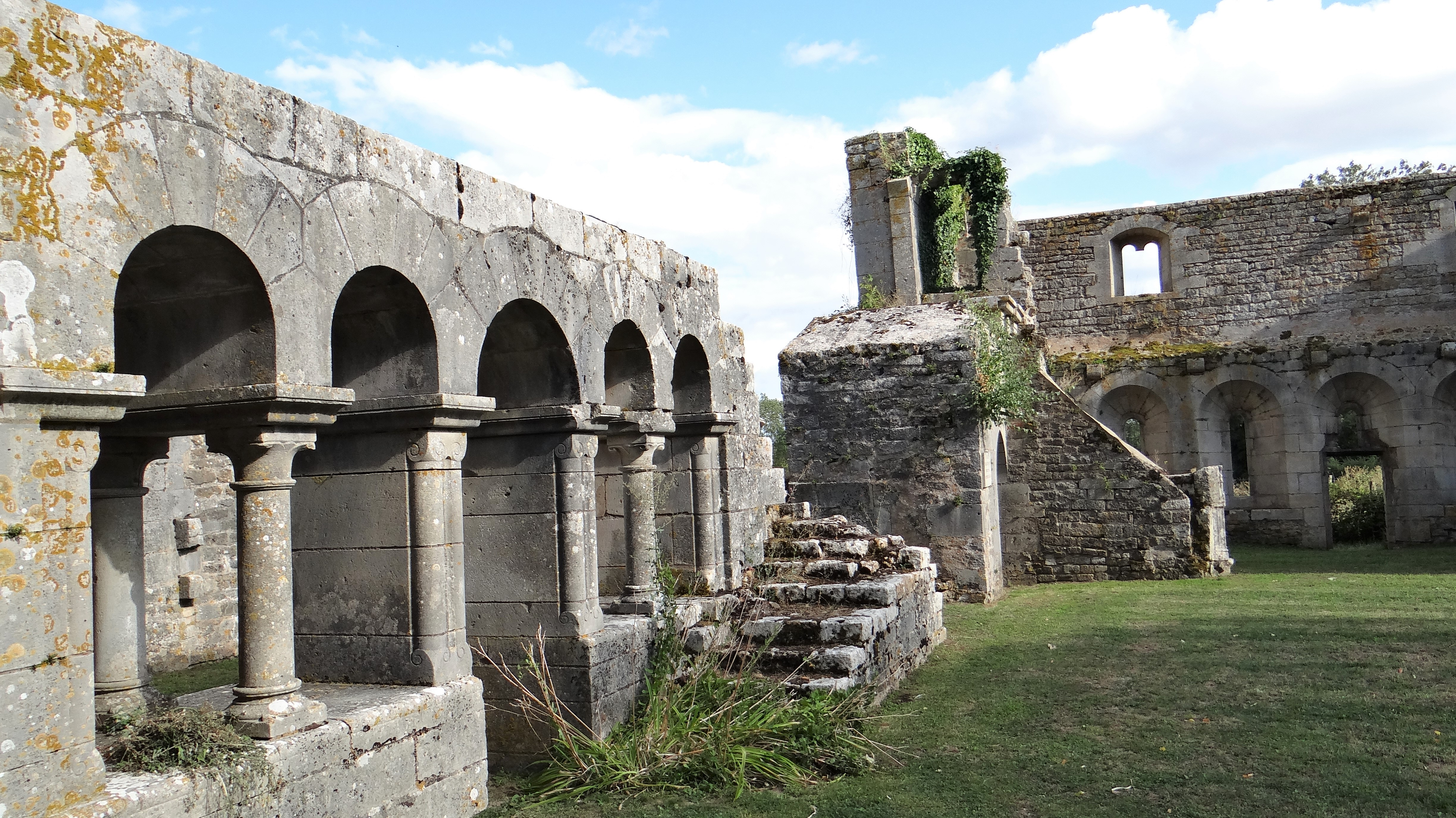
Priorat Saint-Jean-des-Bonshommes, ehemaliger Kapitelsaal
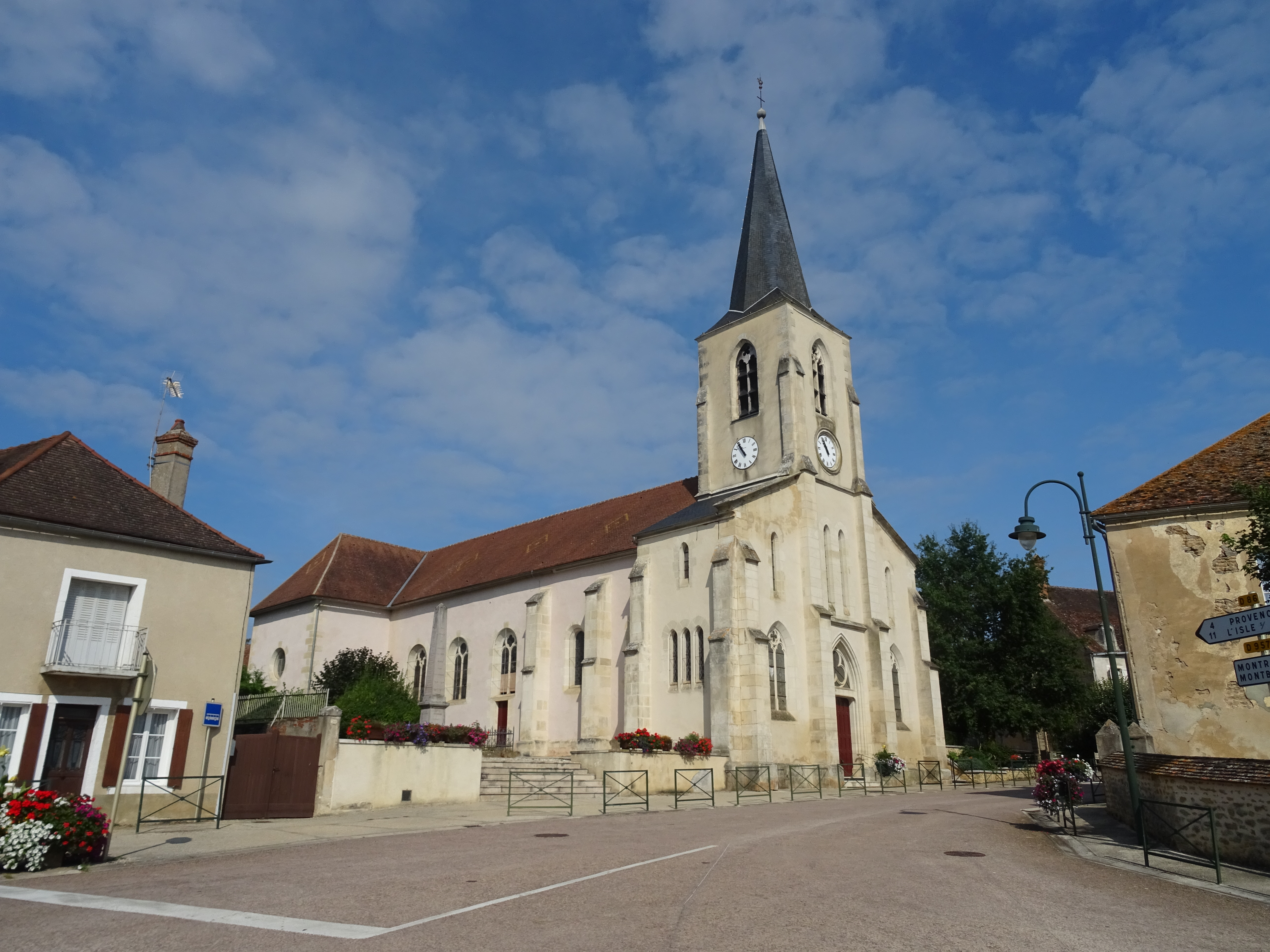
Kirche Saint Vincent
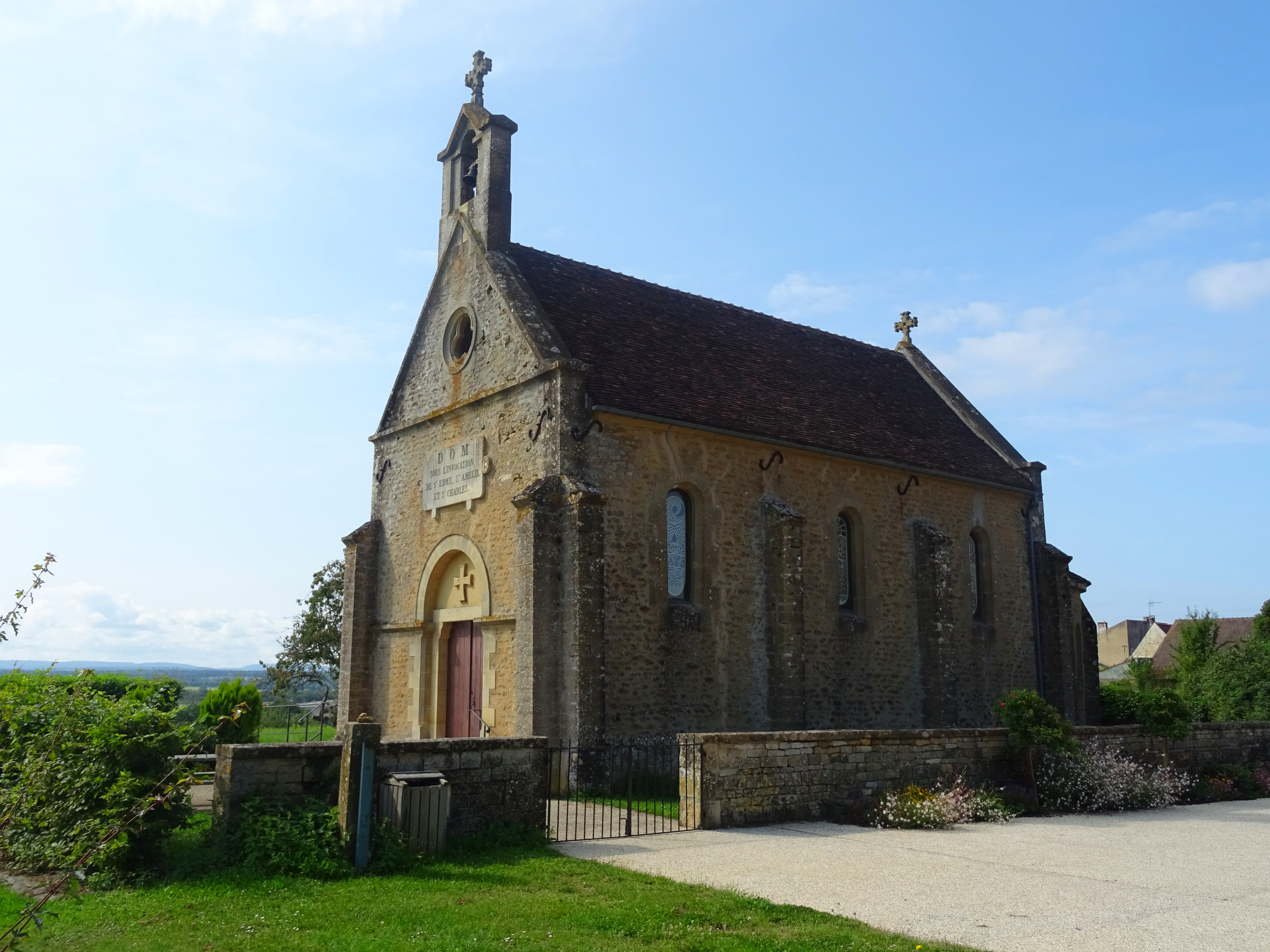
Kapelle Saint-Edmé Sainte-Amélie et Saint-Charles